# Ciriaco del Llano
Ciriaco del Llano est un marin et soldat espagnol qui combat avec les troupes espagnoles dans la guerre d'indépendance du Mexique.
Il est capitaine de frégate au moment du déclenchement de la révolution pour l'indépendance du Mexique en août 1811 et fait sa première campagne contre les insurgés qu'il bat à Valle de Apan (es) ce qui lui vaut d'être promu au grade de colonel. Il est en revanche vaincu à Izúcar de Matamoros par Mariano Matamoros mais se distingue au siège de Cuautla et devient brigadier.
Il sert dans l'intendance de Puebla et à la Bataille de Puruarán où il vainc les insurgés et s'empare de Mariano Matamoros qui est fusillé quelques jours plus tard.
En tant que commandant en chef il dirige en 1815 les forces expéditionnaires de cerro de Cóporo où il doit se retirer après une attaque infructueuse. Il est encerclé à Puebla par Nicolas Bravo en juillet 1821 et conclut finalement un accord de reddition avec Iturbide, aux termes duquel ses troupes sont déplacées à La Havane. Il s'embarque peu après pour l'Espagne.

## Source
- (es) Espasa Calpe, S.A, Enciclopedia Universal Ilustrada Europeo-Americana : Suplemento anual, vol. 97, Tomo: 31, Madrid, Espasa-Calpe Originally From: The University of Virginia, 1975, 1478 p. (ISBN 978-84-239-4599-3, lire en ligne)